# Joseph Berlin-Sémon
Joseph Berlin-Sémon (* 12. Juni 1994 in Besançon) ist ein ehemaliger französischer Radsportler.

## Sportliche Laufbahn
2013 belegte Joseph Berlin-Sémon beim Chrono des Nations den zwölften Platz in der Klasse U23. Zwei Jahre später wurde er beim Nachwuchs-Sechstagerennen in London gemeinsam mit Philémon Marcel-Millet Zweiter. 2017 wurde er französischer Vize-Meister im Steherrennen. Im Jahr darauf belegte er gemeinsam mit Morgan Kneisky Platz drei der nationalen Meisterschaft im Zweier-Mannschaftsfahren, 2018, 2019, 2020 und 2021 wurde er hinter dem Schrittmacher Marc Pacheco französischer Meister im Steherrennen. Nachdem er 2022 hinter Alain Gaudillat Bronze gewinnen konnte, holte er sich 2023 den Titel hinter François Toscano zurück.

## Berufliches
Berlin-Sémon hat einen Studienabschluss in Trainingsmanagement und Sport-Engineering. Ab 2022 arbeitete er als Trainer beim Team Conti Groupama-FDJ.

## Erfolge
2018
- Französischer Meister – Steherrennen (hinter Marc Pacheco)

2019
- Französischer Meister – Steherrennen (hinter Marc Pacheco)

2020
- Französischer Meister – Steherrennen (hinter Marc Pacheco)

2021
- Französischer Meister – Steherrennen (hinter Marc Pacheco)

2023
- Französischer Meister – Steherrennen (hinter François Toscano)